# Radio Lelo Hafsaka
Radio Lelo Hafsaqa (hebräisch רַדְיוֹ לְלֹא הַפְסָקָה Radjō ləlå Hafsaqah, deutsch ‚Radio ohne Unterbrechung‘) ist eine kommerzielle Radiostation in Tel Aviv, Israel. 
Radio lelo Hafsaqa sendet seit Anfang der 1990er Jahre und ist damit einer der ältesten kommerziellen Sender in Israel. Der Name ergibt sich aus der Tatsache, dass die Station 24 Stunden täglich sendet, was zur damaligen Zeit noch nicht selbstverständlich war. Die hektische Metropole Tel Aviv wird auch "haʿir lelo hafsaqa" (die Stadt ohne Pause) genannt. Das Programm besteht größtenteils aus Musik, im Wesentlichen Pop/Schlager israelischer Herkunft. Zeitweise werden auch Wortbeiträge ausgestrahlt. Jeweils zur vollen Stunde sendet die Station Kurznachrichten mit einem vorangehenden Werbeblock.
Der Sender strahlt sein Programm für Tel Aviv auf 103 MHz UKW aus. Die typische Eigenkennung lautet daher "Radio lelo Hafsaqa – Meʾah we-šaloš efʾem" "Radio ohne Unterbrechung – einhundertdrei FM". Heute gibt es zusätzlich Livestreaming über RealAudio.